# Leonhard Nagenrauft
Leonhard Nagenrauft (Bischofswiesen, 9 de marzo de 1938-Berchtesgaden, 22 de mayo de 2017) fue un deportista alemán que compitió para la RFA en luge en la modalidad individual.
Ganó una medalla de plata en el Campeonato Mundial de Luge de 1971, y dos medallas en el Campeonato Europeo de Luge, oro en 1967 y bronce en 1972.

## Palmarés internacional
| Campeonato Mundial | Campeonato Mundial | Campeonato Mundial | Campeonato Mundial |
| Año                | Lugar              | Medalla            | Prueba             |
| ------------------ | ------------------ | ------------------ | ------------------ |
| 1971               | Valdaora (Italia)  | Medalla de plata   | Individual         |
| Campeonato Europeo |                    |                    |                    |
| Año                | Lugar              | Medalla            | Prueba             |
| 1967               | Königssee (RFA)    | Medalla de oro     | Individual         |
| 1972               | Königssee (RFA)    | Medalla de bronce  | Individual         |